# Lunow-Stolzenhagen
Lunow-Stolzenhagen là một đô thị ở the huyện Barnim trong Brandenburg in Đức. Đô thị này có diện tích 33,69 km², dân số thời điểm ngày 31 tháng 12 năm 2006 là 1209 người.